# Monte Santo de Minas
Monte Santo de Minas este un oraș în Minas Gerais (MG), Brazilia.